# Rottura aortica
La rottura aortica è la rottura o il danneggiamento dell'aorta, l'arteria più grande del corpo. La rottura aortica è una condizione rara, estremamente pericolosa. La causa più comune è un aneurisma aortico addominale che si è rotto spontaneamente. La rottura aortica è distinta dalla dissezione aortica, che è uno strappo attraverso la parete interna dell'aorta che può bloccare il flusso di sangue attraverso l'aorta al cuore o agli organi addominali.

## Classificazione
Una rottura aortica può essere classificata in base alla sua causa in uno dei seguenti tipi principali:
- Rottura aortica traumatica
- Rottura aortica secondaria ad un aneurisma aortico[1]

## Indizi e sintomi

### Sintomi
- Dolore lacerante, situato nell'addome, sul fianco, all'inguine o alla schiena
- Perdita di conoscenza

### Indizi
- Bassa pressione sanguigna da shock ipovolemico
- Battito cardiaco veloce
- Colorazione bluastra della pelle
- Stato mentale alterato
- Contusione al fianco, un segno di sanguinamento retroperitoneale.
- Morte

## Cause
La causa più comune della rottura aortica è la rottura di un aneurisma aortico. Altre cause includono traumi e cause iatrogene correlate alla procedura.

## Meccanismo
La parete dell'aorta è una struttura elastica che richiede integrità. La rottura è il risultato di una perdita di resistenza della parete fino al punto in cui la pressione sistemica è maggiore della resistenza della parete o dalla distruzione esterna della parete dell'aorta, per un tumore o per mezzi traumatici. Il sanguinamento può essere retroperitoneale o intraperitoneale, oppure la rottura può creare una fistola tra l'aorta e la vena cava inferiore o una fistola tra l'aorta e l'intestino.

## Diagnosi
La condizione è spesso sospettata in pazienti vicini alla morte con trauma addominale o con fattori di rischio rilevanti. La diagnosi può essere confermata da ecografia o tomografia computerizzata a raggi X (CT).

## Prevenzione
La prevenzione della rottura aortica inizia con lo screening per la malattia dell'aorta. Se indicato, il trattamento con EVAR o la riparazione a cielo aperto dell'aorta malata può limitare il rischio di rottura aortica.

## Trattamento
Le rotture aortiche possono essere riparate chirurgicamente mediante chirurgia aortica a cielo aperto o utilizzando la terapia endovascolare (EVAR), indipendentemente dalla causa, proprio come vengono riparati gli aneurismi aortici non rotti. È possibile posizionare un palloncino per l'occlusione aortica per stabilizzare il paziente e prevenire ulteriori perdite di sangue prima dell'induzione dell'anestesia.

## Prognosi
Una rottura aortica è un’emergenza medica catastrofica. Le persone raramente sopravvivono a un simile infortunio. La mortalità per rottura aortica arriva fino al 90%. Il 65-75% dei pazienti muore prima di arrivare in ospedale e fino al 90% muore prima di raggiungere la sala operatoria.